# Instorting van de luifel van het treinstation van Novi Sad
De instorting van de luifel van het treinstation van Novi Sad was een tragisch ongeluk dat plaatsvond op 1 november 2024 in de Servische stad Novi Sad. Bij het ongeluk kwamen veertien mensen om het leven en vielen drie zwaargewonden, onder wie een vrouw die later aan haar verwondingen overleed.
Naar aanleiding van het ongeluk kwamen in heel Servië grote en aanhoudende protestdemonstraties tegen de regering op gang.

## Achtergrond
Het huidige treinstation van Novi Sad werd in 1964 gebouwd en ligt aan de spoorlijn tussen Boedapest en Belgrado. Na decennia van achterstallig onderhoud kondigde de Servische regering in 2021 plannen aan voor een renovatie en uitbreiding van het station. Dit in het kader van een verbetering en modernisering van de Servische spoorweginfrastructuur, inclusief de introductie van hogesnelheidstreinen. De renovatie omvatte modernisering van de sporen, de bouw van een nieuw perron en een volledige opknapbeurt van het hoofdgebouw met toevoeging van liften voor personen met een handicap. De werkzaamheden begonnen in september 2021.
Als onderdeel van de renovatie werd de Boško Perošević-brug over de Donau afgebroken en vervangen door een nieuwe brug (de Žeželj-spoorbrug), ontworpen door Aleksandar Bojović. Dit project werd uitgevoerd door een internationaal consortium bestaande uit JV Azvi - Taddei - Horta Coslada International. De renovatie van het treinstation werd uitgevoerd door de Chinese bedrijven China Railway International en China Communications Construction Company (CCCC), als onderdeel van het project voor de spoorlijn Boedapest-Belgrado, dat deel uitmaakt van een groter internationaal spoorwegnetwerkplan.
Het gerenoveerde stationsgebouw van Novi Sad werd officieel geopend op 19 maart 2022 met gemoderniseerde sporen die snelheden van maximaal 200 km/h tussen Belgrado en Novi Sad mogelijk maken.

## Ongeluk
Op 1 november 2024 rond 11:50 uur stortte de betonnen luifel boven de hoofdingang van het treinstation in. Bij het ongeluk kwamen veertien mensen om het leven, onder wie een zesjarig kind. Drie anderen raakten zwaargewond, onder wie een vrouw die zestien dagen nadien overleed aan haar verwondingen. Het dodental kwam daarmee op 15.
Bouwkundig ingenieur Danijel Dašić verklaarde dat de instorting werd veroorzaakt door een extra stalen constructie voor de glazen panelen, die tijdens de renovatie werd geïnstalleerd. Volgens het Servische spoorbedrijf was de luifel zelf niet gerenoveerd.

## Reacties

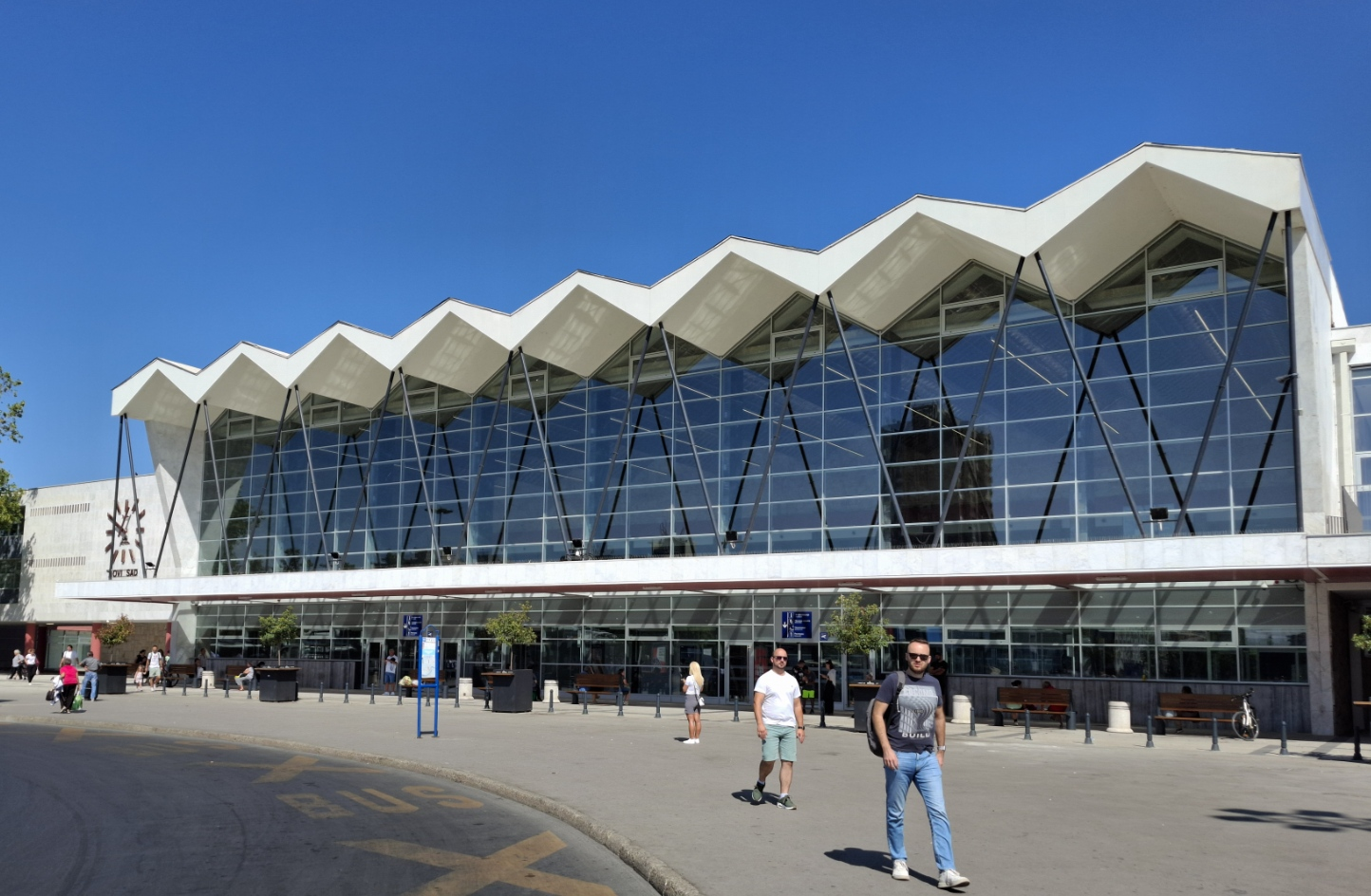
Het treinstation van Novi Sad in augustus 2024, drie maanden voor het ongeluk.

De regering van Servië verklaarde 2 november 2024 tot een nationale rouwdag, terwijl de stad Novi Sad drie dagen van rouw instelde. Ook in de Republika Srpska werd een rouwdag uitgeroepen.
Verschillende buitenlandse hoogwaardigheidsbekleders betuigden hun medeleven aan Servië en de families van de slachtoffers. Onder hen was de Hongaarse premier Viktor Orbán.
De Servische premier Miloš Vučević, tevens oud-burgemeester van Novi Sad, bracht een bezoek aan de rampplek, net als zittend burgemeester Milan Đurić. De Servische president Aleksandar Vučić eiste politieke en strafrechtelijke verantwoordelijkheid voor het ongeluk. Het Chinese consortium dat betrokken was bij de renovatie verklaarde dat de luifel geen onderdeel was van het renovatieproject.

### Protestacties
In de dagen na het ongeluk gingen zowel in Novi Sad als in de hoofdstad Belgrado honderden demonstranten de straat op om het aftreden te eisen van president Vučić en de ministers die voor de ramp verantwoordelijk werden geacht. De betogers beschuldigden de regering van corruptie, nalatigheid en een gebrek aan transparantie. Bij de protesten in Novi Sad werden het stadhuis en kantoren van de regerende Servische Progressieve Partij (SNS) aangevallen. Daarbij vielen meerdere gewonden, onder wie politieagenten. Op 4 november 2024 kondigde minister van Bouw en Infrastructuur Goran Vesić zijn ontslag aan, hoewel hij benadrukte onschuldig te zijn aan de ramp.
De grote ontevredenheid onder de bevolking heeft ertoe geleid dat de protestacties zich hebben verspreid naar alle delen van Servië. In tegenstelling tot eerdere anti-regeringsdemonstraties, die vooral georganiseerd werden door politieke oppositiepartijen, worden deze door studenten aangevoerd. De acties bestaan onder meer uit het bezetten van faculteitsgebouwen, het blokkeren van wegen, het organiseren van marsen en het oproepen tot stakingen. De studenten kunnen hierbij rekenen op brede steun vanuit andere lagen van de samenleving, onder wie artiesten, sporters, advocaten, chauffeurs, dokters, leerkrachten, horeca-ondernemers en boeren. Het betreft de grootste protestbeweging tegen de Servische regering sinds de val van Slobodan Milošević in 2000.
President Vučić heeft zich meermaals kritisch uitgelaten over de demonstranten en gesuggereerd dat zij aangestuurd worden door buitenlandse geheime diensten die zijn regering omver willen werpen. Onder druk van de protesten deed hij echter toch een aantal toegevingen. Zo werd het budget voor het hoger onderwijs met 20 procent verhoogd en werden studenten vrijgelaten die tijdens de betogingen waren opgepakt. In het onderzoek naar de ramp in Novi Sad werden alle relevante documenten openbaar gemaakt en in december 2024 dertien mensen aangeklaagd. De onafhankelijkheid van dit onderzoek wordt echter betwist.

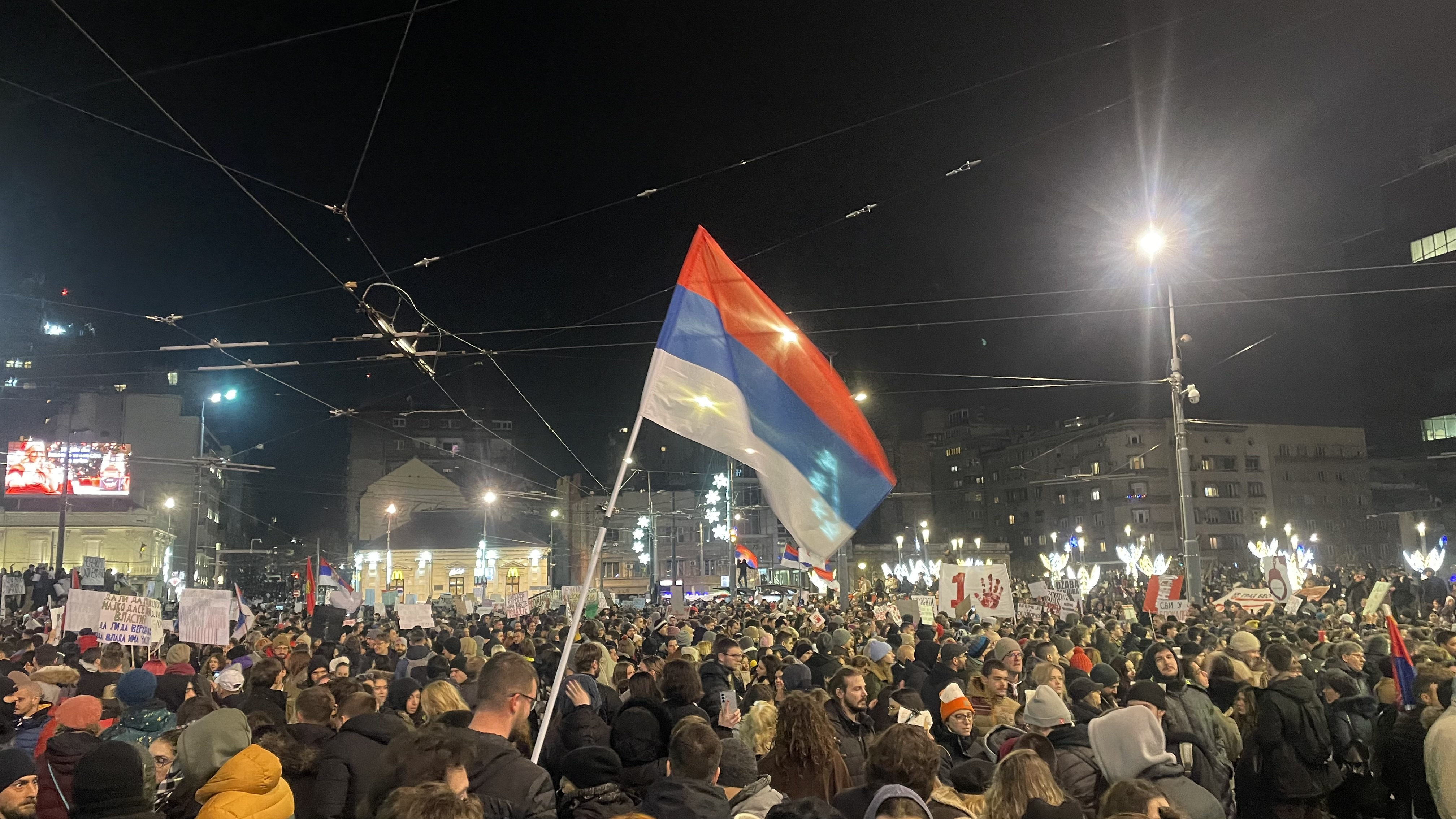
Protestactie in Belgrado, december 2024.

De manifestaties bleven grootschalig en richten zich onder meer ook tegen de nationale omroep RTS, die volgens critici een spreekbuis zou zijn van de regering. Tevens werd opgeroepen de daders te veroordelen die fysiek geweld gebruikten tegen actievoerders. Meermaals vonden incidenten plaats waarbij met voertuigen werd ingereden op demonstrerende studenten. Premier Vučević kondigde op 28 januari 2025 zijn aftreden aan nadat leden van zijn partij een groep betogers hadden aangevallen met honkbalknuppels. Ook de burgemeester van Novi Sad trad af.
Eind januari 2025 werd een massale protestmars georganiseerd tussen Belgrado en Novi Sad. Kort daarna volgde een grote demonstratie in Kragujevac, waarbij regeringspartij SNS in Sremska Mitrovica tegelijkertijd een tegendemonstratie hield. Inmiddels zijn in verschillende landen solidariteitsacties gehouden met de actievoerders in Servië. In februari 2025 verzamelden zich honderden mensen op de Dam in Amsterdam.